# Băile Homorod, Harghita
Băile Homorod (maghiară Homoródfürdő) este o localitate componentă a orașului Vlăhița din județul Harghita, Transilvania, România.
Băile Homorod se află la 18 km de Odorheiu Secuiesc, la 34 km de Miercurea-Ciuc și la 6 km de Vlăhița. 
Este așezată pe valea râului Homorodul Mare și a pârâului Băilor, la o altitudine de 740-760 m.
Dispune de băi de interes local de apă minerală, cu mai multe izvoare de apă minerală (izvoarele Lobogo, Maria, Csorga, Homoradi, Ilona, Fenyves). Caracteristica comună a apelor acestor izvoare este conținutul bogat în elemente (Li, Mn, Br. I). Sunt utilizate atât în scopuri curative, cât și ca apă de băut. După unele dovezi indirecte se presupune că apa acestor izvoare a fost folosită și în timpul ocupației romane.
Localitatea are un microclimat tipic subalpin, fiind ferită de vânturi, și este propice recreării și refacerii în stăril postoperatorii. 

## Obiective turistice
- Ruinele Foldvar se află pe Laz, în apropierea vechiului drum roman, fiind descrise prima dată de către Taglas Gabor. S-a constatat că sunt urmele unui castellum roman de 36x36 metri.

La numai 200 metri sud-vest de acesta se află alte ruine de fortificații romane, de 23x15 metri, datând probabil din secolul al II-lea.
Cele două ruine sunt declarate rezervații arheologice conform registrului monumentelor județului Harghita din 1992.
- Pârtia de schi de la Băile Homorod este excelentă, dar altitudinea destul de joasă nu favorizează un sezon de schi prea lung.[ http://schiori.ro/pirtii-harghita-si-covasna/ Arhivat în 5 martie 2007, la Wayback Machine.]

- La intrarea în Băile Homorod, pe partea stângă a șoselei, se află o bisericuță construită în anul 1765 de Contele Lázár János, ca recunoștintă pentru că s-a vindecat de reumatism datorită efectelor terapeutice ale acestei așezări. La intrare se găsește o sculptură din lemn reprezentând un călugăr.